# مرفق‌الجاثی
مِرفَق‌الجاثی (آرنج زانوزده) یا کاپا زانوزده یک ستاره است که در صورت فلکی زانوزده (هرکول) قرار دارد.